# Condado de Whatcom
O Condado de Whatcom é um dos 39 condados do estado estadunidense de Washington. A sede de condado e sua maior cidade é Bellingham. O condado possui uma área de 2 107,92 milha quadradas (5 459,5 km2) de terra, uma população de 226 847 habitantes, e uma densidade populacional de 107.6 hab/milha² (41.5/km²) segundo o Censo dos Estados Unidos de 2020.